# Le Domaine d'Arnheim
Pour les articles homonymes, voir Le Domaine d'Arnheim (Magritte).
Le Domaine d'Arnheim (The domain of Arnheim) est une nouvelle d'Edgar Allan Poe publiée pour la première fois en mars 1847. Traduite en français par Charles Baudelaire, elle fait partie du recueil Histoires grotesques et sérieuses.

## Influences
René Magritte, admirateur de Poe, a titré plusieurs de ses peintures selon la nouvelle de l'écrivain. Le musée Magritte de Bruxelles conserve ainsi un Domaine d'Arnheim de 1962, par exemple.